# Szekirani
Szekirani (macedónul: Секирани) település Észak-Macedóniában, a Pelagonijai körzet Bitolai járásában.

## Népesség
| Lakosok száma | 268  | 314  | 372  | 344  | 395  | 142  | 126  | 114  | 74   |
|               | 1948 | 1953 | 1961 | 1971 | 1981 | 1991 | 1994 | 2002 | 2021 |

2002-ben 114 lakosa volt, akik mindannyian macedónok.